# Vermio
Vermio (griechisch Βέρμιο (n. sg.)) ist ein Gemeindebezirk der Gemeinde Eordea in der griechischen Region Westmakedonien mit 2768 Einwohnern. Er wurde 1997 als Gemeinde gegründet und nach dem über 2000 m hohen gleichnamigen Berg benannt, welcher einen Teil des Gebietes einnimmt. 

## Verwaltungsgliederung
Der Gemeindebezirk Vermio ging 1997 als Gemeinde aus dem Zusammenschluss von vier Landgemeinden hervor. Der Verwaltungssitz der Gemeinde Vermio befand sich in Komnina. Mit der Verwaltungsreform 2010 ging Vermio in der neu gegründeten Gemeinde Eordea auf, in der es seither einen Gemeindebezirk bildet, die ehemaligen Gemeindebezirke werden als Ortsgemeinschaft (topiki kinotita) geführt.
| Ortsgemeinschaft | griechischer Name           | Code     | Fläche (km²) | Einwohner 2001 | Einwohner 2011 | Dörfer und Siedlungen |
| ---------------- | --------------------------- | -------- | ------------ | -------------- | -------------- | --------------------- |
| Anatoliko        | Τοπική Κοινότητα Ανατολικού | 14030302 | 30,767       | 0962           | 0903           | Anatoliko             |
| Komnina          | Τοπική Κοινότητα Κομνηνών   | 14030301 | 62,529       | 1120           | 0690           | Komnina, Parchari     |
| Mesovouno        | Τοπική Κοινότητα Μεσοβούνου | 14030303 | 48,651       | 0515           | 0407           | Mesovouno             |
| Pyrgi            | Τοπική Κοινότητα Πύργων     | 14030304 | 45,659       | 0886           | 0768           | Pyrgi                 |
| Gesamt           | Gesamt                      | 140303   | 187,606      | 3483           | 2768           |                       |